# Spongosorites siliquaria
Spongosorites siliquaria är en svampdjursart som beskrevs av van Soest och Stentoft 1988. Spongosorites siliquaria ingår i släktet Spongosorites och familjen Halichondriidae.
Artens utbredningsområde är Barbados. Inga underarter finns listade i Catalogue of Life.